# 柳班 (白俄羅斯)
柳班（羅馬化：Liubań）是白俄羅斯的城鎮，位於首都明斯克以南139公里，由明斯克州負責管轄，2009年人口11,256。第二次世界大戰期間，納粹德國在1941年7月至1944年6月30日佔領該鎮。